# Pavle Svete
Pavle Svete, slovenski pravnik, * 7.1.1933, † julij 21.7. 2021, Ljubljana

## Odlikovanja in nagrade
Leta 1999 je prejel častni znak svobode Republike Slovenije z naslednjo utemeljitvijo: »za dolgoletno predano delo na področju pravnega sistema Republike Slovenije«. Kot namestnik ministra za zakonodajo RS v času osamosvajanja ter član delegacije RS za pogajanja o umiku JLA iz Slovenije je s svojimi izvirnimi in ustvarjalnimi idejami ter ostroumno argumentacijo odločilno prispeval k oblikovanju temeljne zakonodaje mlade države ter bil vzornik in mentor številnim kolegom.